# Henrik Petrus Berlage
Henrik Petrus Berlage (21. února 1856, Amsterdam - 12. srpna 1934, 's Gravenhage) byl nizozemský architekt a teoretik.
Henrik Petrus Berlage byl ovlivněn secesí, představitel individualistické moderny.

## Dílo
- burza v Amsterodamu
- muzeum v Haagu
- rodinný dům Kröllerů v Haagu - projekt

- Grundlagen und Entwicklung der Architektur (1908, Základy a vývoj architektury)